# 毛叶陕西蔷薇
毛叶陕西蔷薇（学名：Rosa giraldii var. venulosa）为蔷薇科蔷薇属下的一个变种。

## 扩展阅读
- 維基物種上的相關：毛叶陕西蔷薇